# Nanohaloarchaea
Nanohaloarchaea är en klass av arkéer som ingår i fylumet Euryarchaeota.